# Championnats de Hongrie d'escrime 1904
Navigation
Édition précédente Édition suivante
Les championnats de Hongrie d'escrime 1904 ont lieu les 22 avril et 24 avril 1904 à Budapest. Ce sont les cinquièmes championnats d'escrime en Hongrie. Ils sont organisés par la MVSz.
Les championnats comportent seulement deux épreuves, le fleuret masculin et le sabre masculin.

## Classements
| Épreuves          | Or                 | Argent            | Bronze                   |
| ----------------- | ------------------ | ----------------- | ------------------------ |
| Fleuret           |                    |                   |                          |
| Hommes individuel | Ervin Mészáros MAC | Béla Békessy MAC  | Péter Tóth MAC           |
| Sabre             |                    |                   |                          |
| Hommes individuel | Béla Békessy MAC   | Géza Krencsey MAC | Gyula Halász Fővárosi VC |